# Адонис (поэт)
Адонис (Адунис, араб. أدونيس‎, настоящее имя Али Ахмад Саид Асбар (араб. علي أحمد سعيد إسبر‎; род. 1 января 1930, Аль-Кассабин, Латакия) — сирийский поэт и эссеист. Жил в основном в Ливане и во Франции. Автор более 20 книг на родном арабском языке, считается наиболее значительным представителем движения «Новой поэзии».

## Молодые годы
Родился он в 1930 году в шиитской семье в сирийском селении Кассабин около Тартуса на средиземноморском побережье. С раннего возраста он работал в поле, но его отец регулярно заставлял его заучивать стихи, и он постепенно начал сочинять стихи сам. В 1947 году он имел возможность читать стихотворение для президента Сирии Шукри аль-Куатли.
В молодости испытал сильное влияние мыслителя Антуна Саады, некоторые знания в классической арабской литературе получил от своего отца.
Во время обучения в Дамасском университете (где изучал философию, конец 1940-х-начало 1950-х годов) он работал редактором ряда газет и журналов, выходивших в Дамаске, в конце 40-х начал печататься. В интервью в газете «Монд» (1984) он вспоминал, что газеты, первоначально отвергшие стихи Али Ахмада Саида, охотно согласились опубликовать те же произведения, присланные им под псевдонимом Адонис.

## Зрелые годы
В 1955 году подвергся произвольному шестимесячному тюремному заключению за политическую деятельность и членство в Сирийской социальной националистической партии, с 1956 года поселился в Ливане, в 1957 году стал гражданином Ливана, однако обычно считается сирийским поэтом. В 1970—1985 годах был профессором арабской литературы в Ливанском университете, также читал лекции в университете Дамаска и ряде западных университетов. Получил докторскую степень в 1973 году в Университете св. Иосифа в Бейруте.
Влияние на его творчество оказали эстетические принципы сюрреализма и мифологические образы. В программной статье «Попытка определения „Новой поэзии“» (1959) Адонис декларировал, что её основу составляет «творчество, побуждающее к деянию», ей свойствен универсальный взгляд на мир, а поэзию от прозы отличает не столько размер и рифма, а ассоциации, опыт индивидуального видения мира, она способна породить бесконечные интерпретации своего смысла. В его собственных стихах присутствуют отголоски древних доисламских культур Средиземноморья: шумеров, финикийцев, вавилонян, греков; используются мифологические символы: Адонис, Баал, Феникс.
Согласно С. Х. Джайуси, именно творчество Адониса, а именно сборник «Песни Михьяра из Дамаска» (1961), обозначило «великий раздел» языка современной арабской поэзии. Поэт достигает как твердой преемственности с классическим стилем и манерой, так и определенного разрыва с ними, вводя совершенно новый синтаксис, но сохраняя гармонию благородства и риторической возвышенности классического языка. Сам Адонис в эссе, написанных в различные периоды своего творчества, менял свои воззрения на язык; он описывает поэта как «всадника языка» и утверждает, что тот должен возвратиться к его «корням», первоначальной невинности слов.
Адонис продолжает писать поэзию в двух формах, иногда перемежая метрические и прозаические конструкции в одной и той же поэме, что дает сильный эстетический эффект.
По словам Джайуси, Адонис колеблется на границе между пророчеством и трагическим страданием, подобно Иову. Стихи Адониса кажутся как мистическими, испытавшими влияние суфизма, так и революционными, анархическими.
Поэтика Адониса сложна, оригинальна и изощренна, его образы почти всегда удивляют читателя, создавая необычную и неожиданную атмосферу; его метафоры нередко отчуждены от точной реальности и образуют собственный мир. Джайуси считает самым революционным аспектом его метафорики радикализацию отношения между образом и объектом.
В глазах многих читателей сборник 1961 года до сих пор считается лучшим; его самая сложная книга, 400-страничная «Единственное в форме множественного» («Муфрад би-сыгхат ал-джам», 1977), осталась «закрытым миром» для большинства читателей.
Тему города Адонис развил в поэме «Могила для Нью-Йорка» (1971), которую С. Х. Джайуси называет изящнейшей современной арабской поэмой, развивающей глобальное видение большой проницательности и действенности.
Его произведение «Книга» («Ал-Китаб», 1995) — сложная структура, центр которой — личность и опыт аль-Мутанабби. В издании «Книги» каждая страница делится на четыре части: текст и маргиналии; в каждой части представлен отдельный аспект арабской истории и различный голос.
В своих главных эссе «Шок современности» (1978) и «Манифест современности» (1980) Адонис утверждал, что в арабской культуре ислам играл отрицательную роль, так как подчеркивал постоянное воспроизведение старого; Адонис же рассматривает ислам как величайшее препятствие творческому началу и модерновости.
Кроме стихов, Адонис также известен как переводчик (в частности, стихов Сен-Жон Перса и Ива Бонфуа), литературовед и литературный критик, автор исследования «Суфизм и сюрреализм» (1992). На французский стихи Адониса переводили Эжен Гильвик и Этель Аднан, Гильвик также написал стихотворение «Пространство Адониса», в котором сравнил поэта с богом, творящим свои миры.
Особенно выросла известность Адониса в Европе в 1984 году: в мае он прочитал в Коллеж де Франс курс лекций об арабской поэтике, в октябре того же года состоялась встреча с ним группа французских и арабских писателей и критиков (семинар включал беседы о поэтическом опыте Адониса и переводы его поэзии на французский), а в ноябре — поэтический вечер и выставка в издательстве «Autrement Dit», сопровождавшийся показом телефильма.
В 1985 году поселился в Париже, работал консультантом в ЮНЕСКО. В 2011 ему присуждена Премия Гёте. Неоднократно рассматривался как вероятный кандидат на Нобелевскую премию по литературе.

## Книги
Я восхожу во имя злака,

когда наш хлеб становится как ад,

когда усопшие листы из древних книг

вновь превращаются в обитель страха.

...

Цвет революций - радуга тугая -

под пеплом мира будит ото сна

закованное льдом озерным Время

и льет его в иные времена,

всходящие из теста поколений,

крепчающих, как детские колени,

день ото дня,

из года в год,

из века в век

передает

все доброе, чем славен человек...
Поэтические сборники:
- «Первые стихи» («аль-Каса’ид аль-уля»), 1957.
- «Листья на ветру» («Аврак фи-р-рих»), 1958.
- «Песни дамаскинца Михйара» («Агани Михйар ад-Димашки»), 1961.
- «Театр и зеркала» («аль-Масрах ва-ль-марайа»), 1968.
- «Перемены и миграция на просторах дня и ночи» («ат-Тахаввулят ва-ль-хиджра фи акалим аль-лейл ва-н-нахар»), 1969.
- «Время между пеплом и розами» («Вакт бейна-р-рамад ва-ль-вард»), 1970.
- Полное собрание поэтических произведений в 2 томах, 1971.
- «Единственное в форме множественного» («Муфрад би сыгат аль-джам'»), 1977.
- «Сходства и начала» («аль-Мутабакат ва-ль-ава’иль»), 1980.

Литературоведческие труды:
- «Введение в арабскую поэзию», 1971.
- «Время поэзии», 1972.
- «Шок новаторства», 1978.

Поэмы:
- «Исмаил» («Исма’ил»), 1960-е годы.
- «Книга книг» («аль-Китаб»), 1995.

## Публикации на русском языке
- Оракулом, львом, орлом: Стихи поэтов Сирии. // Радуга. Киев. 1990. — № 2.
- Адонис. Шелуха и дни / Перевод с арабского К. Корчагина // «Воздух», 2021, вып. 41.
- Зеркало для тела осени / Перевод с арабского К. Корчагина. — М.: Эксмо; Inspiria, 2024[21] — 192 с.